# Ministerul Dezvoltării, Lucrărilor Publice și Administrației
Ministerul Dezvoltării, Lucrărilor Publice și Administrației (MDLPA) este un organ de specialitate al administrației publice centrale, cu personalitate juridică, care funcționează în subordinea Guvernului României din data de 23 decembrie 2020.
În perioada noiembrie 2019 - decembrie 2020, MDLPA s-a numit Ministerul Lucrărilor Publice, Dezvoltării și Administrației (MLPDA).
Anterior, MLPDA a mai funcționat in perioada 22 decembrie 2012 - 4 ianuarie 2017, când a fost comasat cu Ministerul Fondurilor Europene, creându-se astfel o nouă structură guvernamentală, Ministerul Dezvoltării Regionale, Administrației Publice și Fondurilor Europene (România). 
MDLPA a fost înființat prin reorganizarea Ministerului Dezvoltării Regionale și Turismului (2009-2012) și prin preluarea activității în domeniul administrației publice, a structurilor și a instituțiilor specializate în acest domeniu de la Ministerul Administrației și Internelor, conform Ordonanței de urgență nr. 96 din 22/12/2012.

## Ministru
Ministrul actual al lucrărilor publice, dezvoltării și administrației este Attila Cseke. Anterior, ministerul a fost condus (în ordine cronologică) de Ion Ștefan, Liviu Dragnea, Sevil Shhaideh, Vasile Dâncu și Cseke Attila.

## Domenii de activitate
Activitatea Ministerului Lucrărilor Publice, Dezvoltării și Administrației (MLPDA) se concentrează pe următoarele domenii:
- dezvoltare regională,
- coeziune și dezvoltare teritorială,
- cooperare transfrontalieră, transnațională și interregională,
- construcții - disciplina în construcții Arhivat în 12 decembrie 2010, la Wayback Machine.,
- amenajarea teritoriului, urbanism și arhitectură,
- lucrări publice: locuințe, reabilitarea termică a clădirilor, gestiune și dezvoltare imobiliar-edilitară,
- administrație publică centrală și locală: descentralizare,reformă și reorganizare administrativ-teritorială, fiscalitate și finanțe publice regionale și locale, dialogul cu structurile asociative ale autorităților administrației publice locale, dezvoltarea serviciilor publice comunitare, ajutor de stat acordat de autoritățile administrației publice locale, parcuri industriale, gestiunea funcției publice,
- programarea, coordonarea, monitorizarea și controlul utilizării asistenței financiare nerambursabile acordate României de către Uniunea Europeană pentru programele din domeniile sale de activitate.

Programe finanțate din fonduri europene:  
- POR - Programul Operațional Regional 2007-2013,
- POR - Programul Operațional Regional 2014-2020 Arhivat în 24 septembrie 2015, la Wayback Machine.,
- programe de cooperare teritorială europeană 2007-2013,
- programe de cooperare teritorială europeană 2014-2020,
- PODCA - Programul Operational Dezvoltarea Capacitatii Administrative 2007-2013
- POCA - Programul Operational CAPACITATE ADMINISTRATIVA 2014-2020
- programe PHARE-Coeziune economică și socială,  programe PHARE-Cooperare transfrontalieră,

Programe cu finanțare guvernamentală: Programul Național de Dezvoltare Locală (PNDL),  programe pentru dezvoltare teritorială Arhivat în 26 iulie 2014, la Wayback Machine., construirea de  locuințe, reabilitarea termică a blocurilor de locuit, consolidarea clădirilor cu risc seismic,  dezvoltarea infrastructurii rurale Arhivat în 26 iulie 2014, la Wayback Machine., construirea de săli de sport, bazine de înot și cămine culturale. 

## Organizare
Conducere
- Conducerea Ministerului Lucrărilor Publice, Dezvoltării și Administrației

Organigramă
- Organigrama Ministerului Lucrărilor Publice, dezvoltării și Administrației

Instituții în subordinea/sub coordonarea/sub autoritatea MLPDA
- Agenția Națională a Funcționarilor Publici (ANFP)
- Agenția Națională de Cadastru și Publicitate Imobiliară (ANCPI)
- Autoritatea Națională de Reglementare pentru Serviciile Comunitare de Utilități Publice (ANRSC)
- Inspectoratul de Stat în Construcții (ISC)

Agenții de dezvoltare regională (ADR):
- ADR Nord-Est
- ADR Sud-Est
- ADR Sud Muntenia
- ADR Sud-Vest - Oltenia
- ADR Vest
- ADR Nord-Vest
- ADR Centru
- ADR Bucuresti - Ilfov

Birouri de cooperare transfrontalieră
- Biroul Regional pentru Cooperare Transfrontalieră de la Oradea - pentru granita România-Ungaria
- Biroul Regional pentru Cooperare Transfrontalieră de la Călărași - pentru granita România-Bulgaria
- Biroul Regional pentru Cooperare Transfrontalieră de la Suceava - pentru granița România-Ucraina
- Biroul Regional pentru Cooperare Transfrontalieră Timișoara - pentru granița România - Republica Serbia
- Biroul Regional pentru Cooperare Transfrontalieră de la Iași-pentru granita România-Moldova

## Critici
În septembrie 2016, un raport ExpertForum a arătat că în ultimii patru ani, Ministerul Dezvoltării, condus de Liviu Dragnea și Vasile Dâncu, a alocat nu mai puțin de 5,7 miliarde de lei din Programul Național de Dezvoltare Locală fără absolut nicio justificare obiectivă, ci doar în baza clientelismului de partid.